# Diplous rugicollis
Diplous rugicollis är en skalbaggsart som beskrevs av Randall. Diplous rugicollis ingår i släktet Diplous och familjen jordlöpare. Inga underarter finns listade i Catalogue of Life.